# Calicnemia sinensis
Calicnemia sinensis är en trollsländeart som beskrevs av Maurits Anne Lieftinck 1984. Calicnemia sinensis ingår i släktet Calicnemia och familjen flodflicksländor. Inga underarter finns listade i Catalogue of Life.